# Universidad Iberoamericana (Ciudad de México)
La Universidad Iberoamericana Ciudad de México (UIA), conocida coloquialmente como La Ibero, es una universidad privada confiada a la Compañía de Jesús en la Ciudad de México. Se integra de dos campus ubicados en la Ciudad de México y en Tijuana.
Aun cuando todas las Ibero comparten sus principios y filosofía educativa, además del nombre, son instituciones autónomas entre sí, tanto en lo administrativo como en lo financiero y laboral; esto con el fin de que cada plantel esté en mejores condiciones de atender las características y retos sociales, económicos y ambientales de las distintas regiones del país donde se ubican.

## Historia
La Ibero fue fundada por la Compañía de Jesús en 1943 con el nombre de Centro Cultural Universitario, y en 1953 recibió formalmente el nombre de Universidad Iberoamericana. Sus instalaciones se albergaron primero en una casa en el barrio de San Ángel en Ciudad de México, lo que alguna vez fue la Hacienda de los Condes de Goicoechea, después el Restaurante San Ángel Inn. 

Después cambió sus instalaciones a un nuevo campus diseñado por el arquitecto Augusto H. Álvarez en la Colonia Campestre Churubusco. En 1979 el campus se dañó con un terremoto, y en 1985 se construyó su nueva y actual sede que se encuentra en un terreno donado por el Gobierno del Distrito Federal en la zona de Santa Fe. El actual campus es un proyecto de los arquitectos Pedro Ramírez Vázquez, Rafael Mijares Alcérreca y Francisco Serrano Cacho.

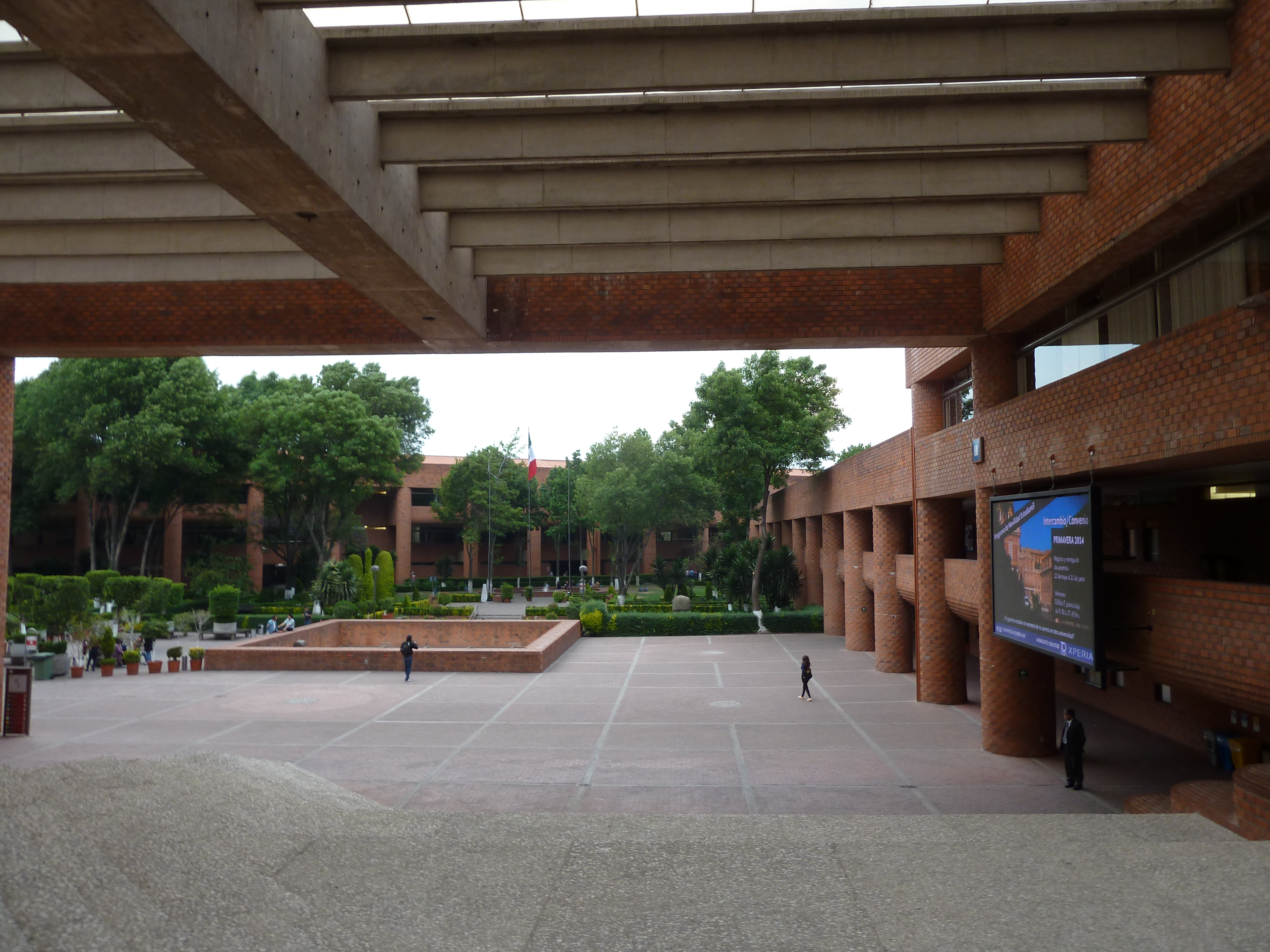
Campus Santa Fe (Ciudad de México)

La comunidad de la Ibero ha estado históricamente vinculada a los momentos históricos del país, como lo muestra la presencia de estudiantes en la movilizaciones de octubre de 1968, las muestras de apoyo estudiantil a la huelga de la UNAM en 1986, la protesta pública de las autoridades de la universidad por el uso de la fuerza policial en San Salvador Atenco en 2006, la formación de la asamblea universitaria Más de 131 que antecede al Movimiento #YoSoy132 de 2012 y el paro activo en 2014 por el caso Ayotzinapa. 

### Imagen institucional

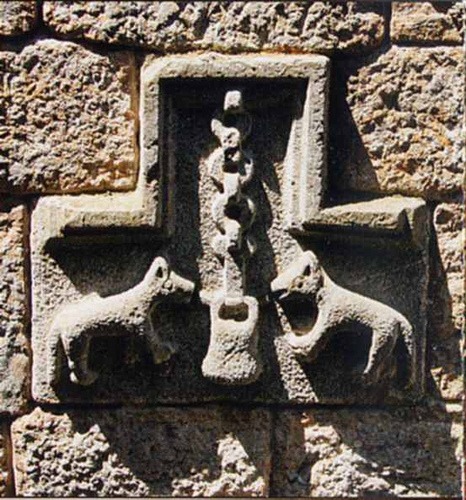
Escudo primitivo de la Casa de Loyola

Escudo: El emblema de la Universidad Iberoamericana representa dos lobos rampantes a ambos lados de un caldero, elementos tomados del antiguo escudo de Loyola, sostenidos por unas llares. Abajo de esta imagen se lee la frase: "La Verdad Nos Hará Libres".
Lema: La frase "La verdad nos hará libres" es una cita del Evangelio (Jn. 8,32) que expresa el sentido de la institución, inspirada en su acción por los valores cristianos. Así, el estudio resume lo que la escuela pretende ser: una comunidad de aprendizaje consagrada a la búsqueda de la verdad. En 2010 se realizó un cambio del escudo institucional y del logotipo, cambiando las siglas "UIA" por "IBERO".

## Instalaciones

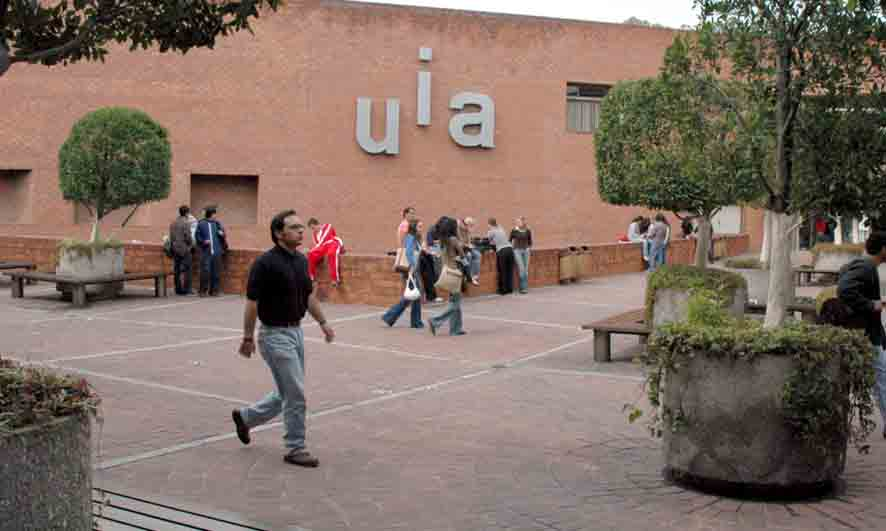
Edificios de la Ibero

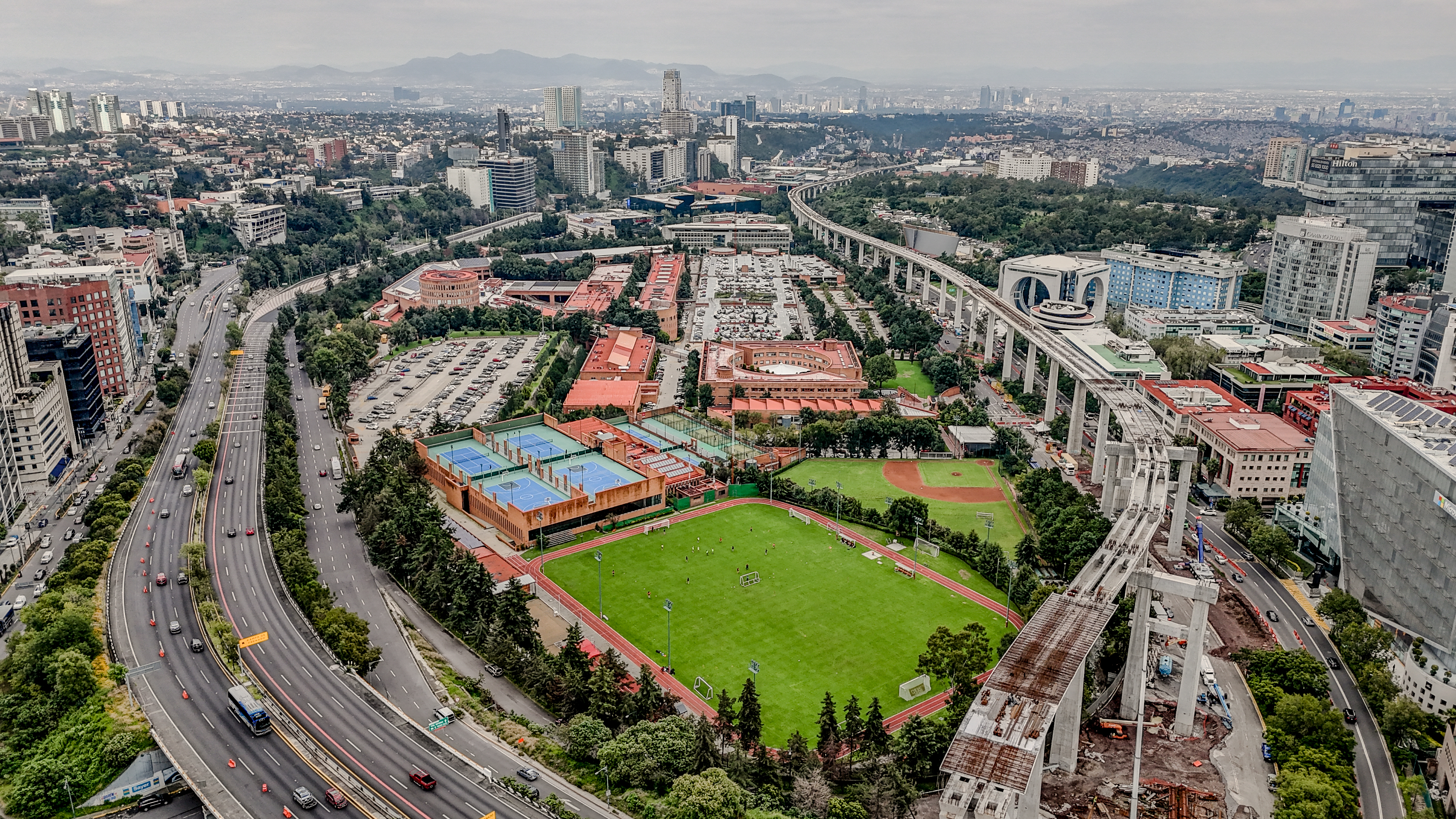
Vista aérea del campus.

La Ibero Ciudad de México tiene su campus en la zona de Santa Fe. Cuenta con 20 edificios identificados con las letras de la A a la T.
Dentro de las particularidades de esta institución destaca el hecho de ser la única universidad privada en la Ciudad de México que cuenta con su propio observatorio astronómico (el Centro Astronómico Clavius), el cual se encuentra resguardado dentro del campus universitario, donde además de divulgar la materia de astronomía en ciclos de conferencias, se tiene acceso a un buen número de telescopios, tanto diurnos como nocturnos, siendo el más importante de estos un telescopio Schmidt-Cassegrain de 16 pulgadas f/10 resguardado por una cúpula de 3.5 m de diámetro.
En las instalaciones se puede encontrar:
- Capilla
- Biblioteca Francisco Xavier ClavigeroVista del Campus desde la biblioteca Francisco Xavier Clavigero
- Auditorios
- Estación de Ibero 90.9
- Laboratorios
  - Laboratorios de Cómputo
  - Laboratorios de Física
  - Laboratorios de Química

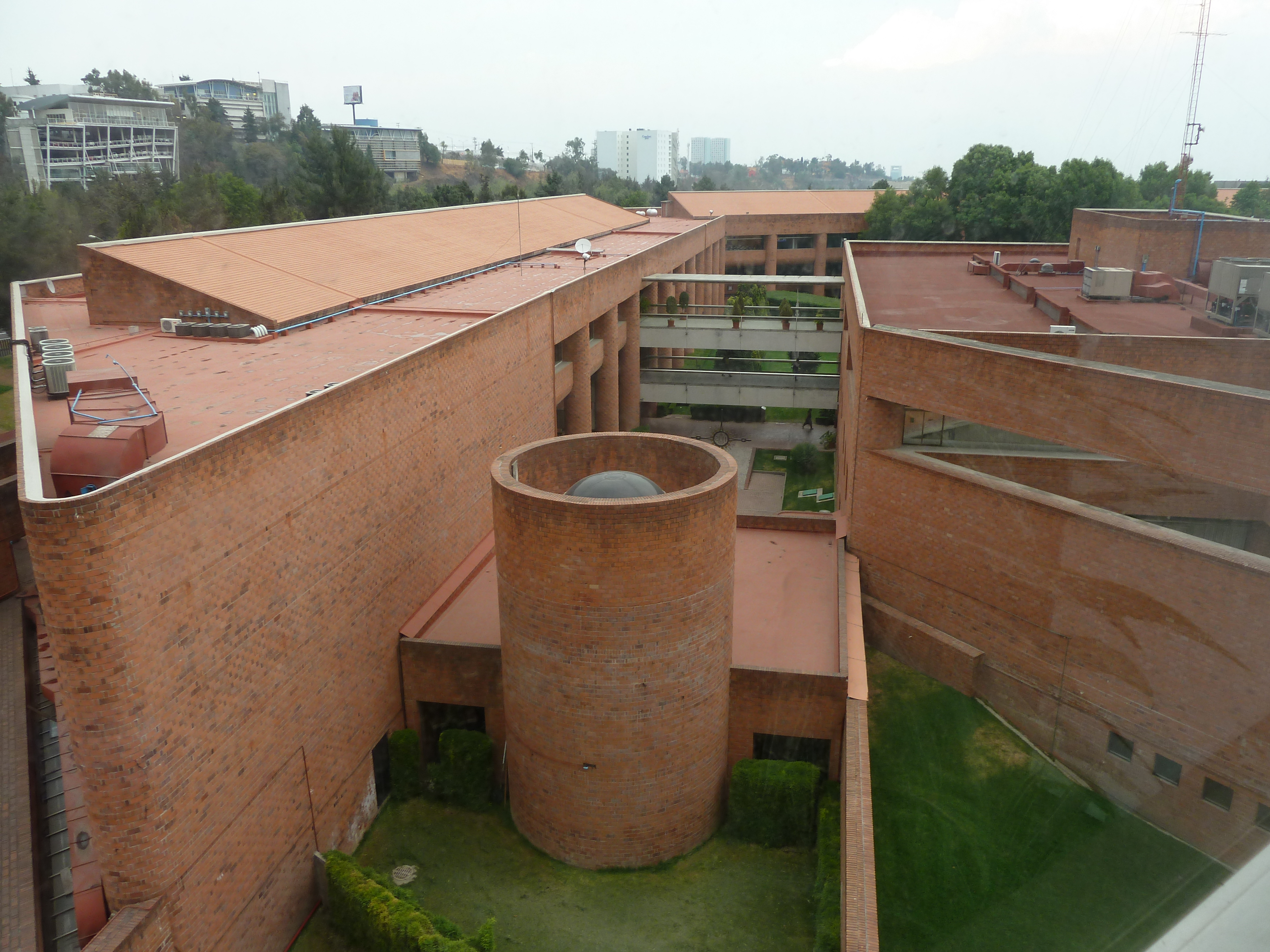
Vista del Campus desde la biblioteca Francisco Xavier Clavigero

  - Laboratorio de Telecomunicaciones
  - Laboratorios de Comunicación
  - Laboratorio de Ingeniería Civil
- Talleres
  - Talleres CAD
  - Taller de Diseño
  - Talleres de Diseño Textil
  - Talleres de Diseño Industrial
- Observatorio Astronómico Clavius
- Librería Gandhi
- Restaurantes y cafeterías
- Gimnasio
- Canchas de fútbol soccer, básquetbol, voleibol, béisbol y tenis

## Oferta educativa

### Educación media superior
- Prepa Ibero

### Carreras técnicas (TSU) (Ofrecidas hasta el periodo otoño 2021)
- Producción Gráfica.
- Producción Audiovisual
- Hoteles y Restaurantes.
- Sistemas Administrativos y Contables.
- Software.
- Diseño Mecánico y Manufactura.
- Gestión de Proyectos Sociales.

### Licenciaturas
- Actuaria
- Administración de Empresas
- Administración de la Hospitalidad
- Administración de Negocios Internacionales
- Arquitectura
- Ciencias Teológicas
- Comunicación
- Contaduría y Gestión Empresarial
- Ciencias Políticas y Administración Pública
- Derecho
- Diseño Gráfico
- Diseño de Indumentaria y Moda
- Diseño Industrial
- Diseño Interactivo
- Diseño Textil
- Economía
- Filosofía
- Finanzas
- Historia del Arte
- Historia
- Ingeniería de Alimentos
- Ingeniería Biomédica
- Ingeniería Civil
- Ingeniería Física
- Ingeniería Industrial
- Ingeniería Mecánica y Eléctrica
- Ingeniería en Mecatrónica y Producción
- Ingeniería Química
- Ingeniería en Tecnología de Computo y Telecomunicaciones
- Literatura Lationamericana
- Mercadotecnia
- Nutrición y Ciencias de los Alimentos
- Pedagogía
- Psicología
- Relaciones Internacionales
- Sustentabilidad Ambiental

### Posgrados
La Ibero ofrece 45 programas de Posgrado, distribuidas de la siguiente manera: 6 Especialidades, 28 Maestrías y 11 Doctorados
- Doctorado en Antropología Social
- Doctorado en Ciencias de la Ingeniería
- Doctorado en Ciencias Sociales y Políticas
- Doctorado en Comunicación
- Doctorado en Estudios Críticos de Género
- Doctorado en Filosofía
- Doctorado en Historia
- Doctorado en Historia y Teoría Crítica del Arte
- Doctorado en Investigación Psicológica
- Doctorado en Letras Modernas
- Doctorado Interinstitucional en Educación
- Especialidad en Derecho Tributario Internacional
- Especialidad en Educación Socioemocional
- Especialidad en Nutrición Gerontológica
- Especialidad en Obesidad y Comorbilidades
- Especialidad en Seguridad de la Información
- Especialidad en Transparencia, Rendición de Cuentas y Combate a la Corrupción
- Maestría en Administración
- Maestría en Antropología Social
- Maestría en Ciencias de la Ingeniería
- Maestría en Ciencias en Ingeniería Química
- Maestría en Cine
- Maestría en Comunicación
- Maestría en Creación y Desarrollo de Empresas Sociales y Solidarias
- Maestría en Derechos Humanos
- Maestría en Desarrollo Humano
- Maestría en Diseño Estratégico e Innovación
- Maestría en Estudios de Arte
- Maestría en Estudios sobre Migración
- Maestría en Filosofía
- Maestría en Finanzas
- Maestría en Gestión de la Innovación Tecnológica
- Maestría en Gobierno de Tecnología de Información
- Maestría en Historia
- Maestría en Ingeniería con Especialidad en Administración de la Construcción
- Maestría en Ingeniería de Calidad
- Maestría en Investigación y Desarrollo de la Educación
- Maestría en Letras Modernas
- Maestría en Mercadotecnia y Publicidad
- Maestría en Nutriología Aplicada
- Maestría en Orientación Psicológica
- Maestría en Políticas Públicas
- Maestría en Proyectos para el Desarrollo Urbano
- Maestría en Sociología
- Maestría en Teología y Mundo Contemporáneo

## El Sistema Universitario Jesuita y la Compañía de Jesús
La Universidad Iberoamericana pertenece, administrativa y operacionalmente, al Sistema Universitario Jesuita, una red de universidades en México que, a su vez, posee otras universidades, todas pertenecientes a la orden religiosa de la Compañía de Jesús. La Universidad Iberoamericana forma parte del conjunto de universidades, ubicadas en países de todos los continentes, que han sido confiadas a la Compañía de Jesús.